# ヴォルフシュタイン (ラインラント＝プファルツ)
ヴォルフシュタイン (独: Wolfstein)はドイツ連邦共和国 ラインラント＝プファルツ州クーゼル郡にある市。ヴォルフシュタイン連合自治体 (独: Verbandsgemeinde Wolfstein) の行政庁所在地である。

## 姉妹都市
- - ヴェルダン＝シュル＝ル＝デュ(Verdun-sur-le-Doubs) （フランス）